# Cymru Alliance 1991–92
Cymru Alliance 1991–92 là mùa giải thứ hai của Cymru Alliance kể từ khi thành lập năm 1990. Đội vô địch là Caersws. Mùa giải này cũng chứng kiến giải đấu mở rộng thành 16 đội bóng.

## Bảng xếp hạng
| XH | Đội                  | Tr | T  | H  | T  | BT | BB  | HS  | Đ   | Lên hay xuống hạng          |
| -- | -------------------- | -- | -- | -- | -- | -- | --- | --- | --- | --------------------------- |
| 1  | Caersws (C)          | 30 | 15 | 10 | 5  | 65 | 27  | +38 | 55  | Lên chơi tạiLeague of Wales |
| 2  | Llansantffraid       | 30 | 15 | 8  | 7  | 58 | 34  | +24 | 53  |                             |
| 3  | CPD Porthmadog       | 30 | 14 | 10 | 6  | 63 | 43  | +20 | 52  | Lên chơi tạiLeague of Wales |
| 4  | Flint Town United    | 30 | 14 | 9  | 7  | 58 | 37  | +21 | 51  | Lên chơi tạiLeague of Wales |
| 5  | Conwy United         | 30 | 11 | 12 | 7  | 41 | 33  | +8  | 45  | Lên chơi tạiLeague of Wales |
| 6  | Connah's Quay Nomads | 30 | 11 | 12 | 7  | 41 | 33  | +8  | 45  | Lên chơi tạiLeague of Wales |
| 7  | Mostyn Town          | 30 | 13 | 6  | 11 | 52 | 56  | −4  | 45  |                             |
| 8  | Lex XI               | 30 | 11 | 10 | 9  | 44 | 52  | −8  | 43  |                             |
| 9  | Penrhyncoch          | 30 | 11 | 7  | 12 | 53 | 51  | +2  | 40  |                             |
| 10 | Mold Alexandra       | 30 | 12 | 3  | 15 | 40 | 47  | −7  | 39  | Lên chơi tạiLeague of Wales |
| 11 | Holywell Town        | 30 | 7  | 10 | 13 | 48 | 49  | −1  | 31  | Lên chơi tạiLeague of Wales |
| 12 | Llanidloes Town      | 30 | 8  | 7  | 15 | 37 | 57  | −20 | 31  | Lên chơi tạiLeague of Wales |
| 13 | Gresford Athletic    | 30 | 8  | 6  | 16 | 34 | 55  | −21 | 30  |                             |
| 14 | Carno                | 30 | 5  | 2  | 23 | 29 | 69  | −40 | 17  |                             |
| 15 | Brymbo               | 30 | 4  | 2  | 24 | 29 | 108 | −79 | 14  |                             |
| 16 | Welshpool Town       | 30 | 20 | 7  | 3  | 74 | 23  | +51 | 01* |                             |

Nguồn: Cymru Alliance
Quy tắc xếp hạng: 1. Điểm; 2. Hiệu số bàn thắng; 3. Số bàn thắng.
*Welshpool Town bị trừ 66 điểm
(VĐ) = Vô địch; (XH) = Xuống hạng; (LH) = Lên hạng; (O) = Thắng trận Play-off; (A) = Lọt vào vòng sau. 
Chỉ được áp dụng khi mùa giải chưa kết thúc: 
(Q) = Lọt vào vòng đấu cụ thể của giải đấu đã nêu; (TQ) = Giành vé dự giải đấu, nhưng chưa tới vòng đấu đã nêu.